# Stockekulla
Stockekulla var före 2015 en av SCB avgränsad och namnsatt småort i Stråvalla socken i Varbergs kommun i Hallands län. Småorten upphörde 2015 när området växte samman med tätorten Frillesås.